# World Series of Poker 2002
Die World Series of Poker 2002 war die 33. Austragung der Poker-Weltmeisterschaft und fand vom 19. April bis 24. Mai 2002 im Binion’s Horseshoe in Las Vegas statt.

## Turniere

### Turnierplan

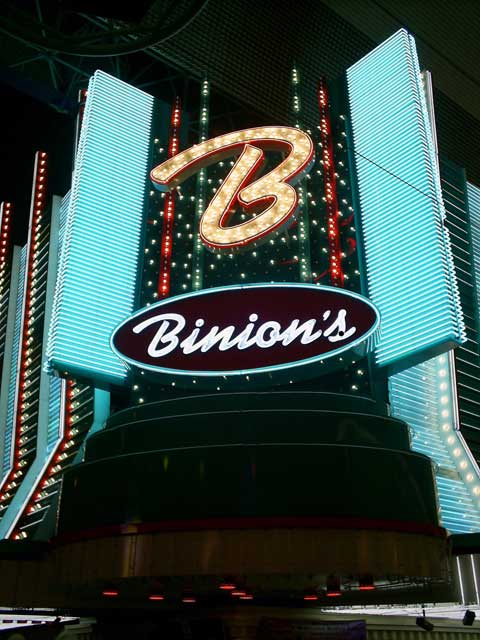
Das Binion’s Horseshoe in Las Vegas

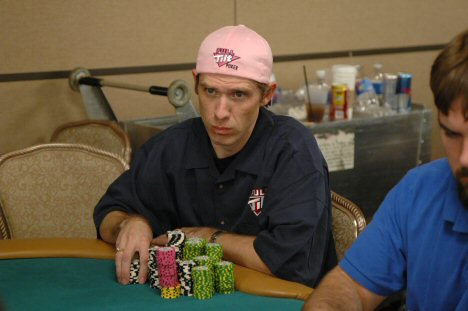
Layne Flack gewann die Turniere #4 und #19

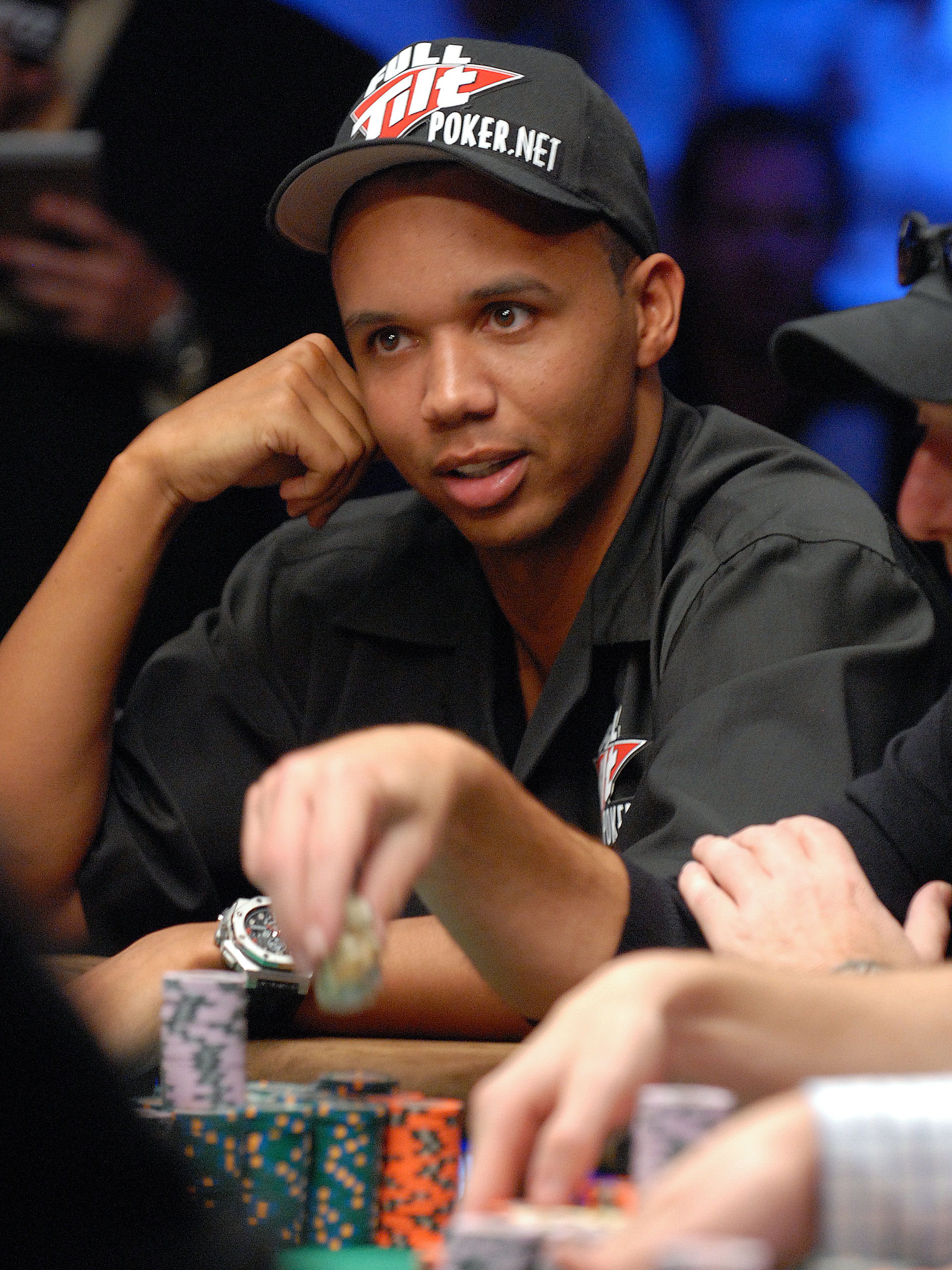
Phil Ivey gewann die Turniere #5, #16 und #23

Im Falle eines mehrfachen Braceletgewinners gibt die Zahl hinter dem Spielernamen an, das wievielte Bracelet in diesem Turnier gewonnen wurde.
| #  | Buy-in (in $) | Turnier                                          | Turnierbeginn | Teilnehmer | Sieger                | Herkunft           | Preisgeld (in $) |
| -- | ------------- | ------------------------------------------------ | ------------- | ---------- | --------------------- | ------------------ | ---------------- |
| 1  | 00.500        | Casino Employees Limit Hold’em                   | 19. Apr. 2002 | 272        | David Warga           | Vereinigte Staaten | 0.047.300        |
| 2  | 02.000        | Limit Hold’em                                    | 20. Apr. 2002 | 610        | Mike Majerus          | Vereinigte Staaten | 0.407.120        |
| 3  | 01.500        | Limit Omaha Hi-Lo                                | 21. Apr. 2002 | 339        | Perry Friedman        | Vereinigte Staaten | 0.176.860        |
| 4  | 02.000        | No-Limit Hold’em                                 | 22. Apr. 2002 | 449        | Layne Flack (4)       | Vereinigte Staaten | 0.303.880        |
| 5  | 01.500        | Limit Seven Card Stud                            | 23. Apr. 2002 | 253        | Phil Ivey (2)         | Vereinigte Staaten | 0.132.000        |
| 6  | 01.500        | Limit Omaha                                      | 24. Apr. 2002 | 130        | John Cernuto (3)      | Vereinigte Staaten | 0.073.320        |
| 7  | 01.500        | Limit Seven Card Stud Hi-Lo                      | 25. Apr. 2002 | 240        | Paul Clark (3)        | Vereinigte Staaten | 0.125.200        |
| 8  | 01.500        | Pot-Limit Omaha                                  | 26. Apr. 2002 | 151        | Jack Duncan           | Vereinigte Staaten | 0.192.560        |
| 9  | 02.500        | Heads Up No-Limit Hold’em                        | 26. Apr. 2002 | 028        | Johnny Chan (7)       | Vereinigte Staaten | 0.034.000        |
| 10 | 02.000        | Limit Seven Card Stud Hi-Lo                      | 27. Apr. 2002 | 156        | John Hennigan         | Vereinigte Staaten | 0.117.320        |
| 11 | 02.000        | Pot-Limit Hold’em                                | 28. Apr. 2002 | 210        | Jay Sipelstein        | Vereinigte Staaten | 0.150.240        |
| 12 | 02.500        | Limit Seven Card Stud                            | 29. Apr. 2002 | 123        | Daniel Torla          | Vereinigte Staaten | 0.115.600        |
| 13 | 03.000        | Limit Hold’em                                    | 30. Apr. 2002 | 155        | John Hom              | Vereinigte Staaten | 0.174.840        |
| 14 | 01.500        | Limit Razz                                       | 1. Mai 2002   | 115        | Billy Baxter (7)      | Vereinigte Staaten | 0.064.860        |
| 15 | 02.500        | Pot-Limit Omaha                                  | 2. Mai 2002   | 089        | Jan Sørensen          | Danemark           | 0.185.000        |
| 16 | 02.500        | Limit Seven Card Stud Hi-Lo                      | 3. Mai 2002   | 126        | Phil Ivey (3)         | Vereinigte Staaten | 0.118.440        |
| 17 | 03.000        | Pot-Limit Hold’em                                | 4. Mai 2002   | 175        | Fred Berger           | Vereinigte Staaten | 0.197.400        |
| 18 | 01.500        | No-Limit 2-7 Draw Lowball                        | 5. Mai 2002   | 111        | Thor Hansen (2)       | Norwegen           | 0.062.600        |
| 19 | 01.500        | No-Limit Hold’em                                 | 6. Mai 2002   | 528        | Layne Flack (5)       | Vereinigte Staaten | 0.268.020        |
| 20 | 02.500        | Limit Omaha Hi-Lo                                | 7. Mai 2002   | 144        | Edward Fishman        | Vereinigte Staaten | 0.135.360        |
| 21 | 01.500        | Pot-Limit Hold’em                                | 8. Mai 2002   | 340        | John McIntosh         | Vereinigte Staaten | 0.177.380        |
| 22 | 05.000        | Limit Seven Card Stud                            | 9. Mai 2002   | 092        | Qushqar Morad         | Afghanistan 2002   | 0.172.960        |
| 23 | 02.000        | Limit S.H.O.E.                                   | 10. Mai 2002  | 143        | Phil Ivey (4)         | Vereinigte Staaten | 0.107.540        |
| 24 | 05.000        | Limit Hold’em                                    | 11. Mai 2002  | 113        | Jennifer Harman (2)   | Vereinigte Staaten | 0.212.440        |
| 25 | 01.500        | Limit Hold’em Shootout                           | 12. Mai 2002  | 193        | Joel Chaseman         | Vereinigte Staaten | 0.096.400        |
| 26 | 01.000        | Ladies Limit Hold’em & Seven Card Stud           | 12. Mai 2002  | 107        | Catherine Brown       | Vereinigte Staaten | 0.039.880        |
| 27 | 05.000        | Pot-Limit Omaha                                  | 13. Mai 2002  | 107        | Robert Williamson III | Vereinigte Staaten | 0.201.160        |
| 28 | 01.500        | Limit Hold’em                                    | 14. Mai 2002  | 366        | Meng La               | Vereinigte Staaten | 0.190.920        |
| 29 | 05.000        | Limit Omaha Hi-Lo                                | 15. Mai 2002  | 079        | Mike Matusow (2)      | Vereinigte Staaten | 0.148.520        |
| 30 | 03.000        | No-Limit Hold’em                                 | 16. Mai 2002  | 352        | Randal Heeb           | Vereinigte Staaten | 0.367.240        |
| 31 | 02.000        | Limit Hold’em & Seven Card Stud                  | 17. Mai 2002  | 144        | Dan Heimiller         | Vereinigte Staaten | 0.108.300        |
| 32 | 05.000        | No-Limit 2-7 Lowball Draw                        | 18. Mai 2002  | 032        | Allen Cunningham (2)  | Vereinigte Staaten | 0.160.200        |
| 33 | 01.000        | Seniors No-Limit Hold’em                         | 18. Mai 2002  | 396        | Bill Swan             | Vereinigte Staaten | 0.134.000        |
| 34 | 01.500        | Limit A-5 Triple Draw                            | 19. Mai 2002  | 088        | John Juanda           | Vereinigte Staaten | 0.049.620        |
| 35 | 10.000        | No Limit Hold’em Main Event – World Championship | 20. Mai 2002  | 631        | Robert Varkonyi       | Vereinigte Staaten | 2.000.000        |

### Main Event

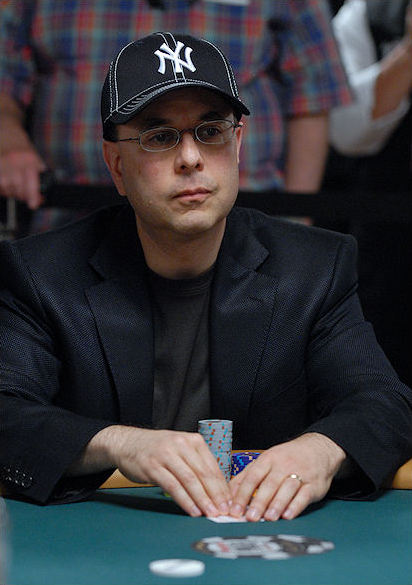
Robert Varkonyi (2009)

Der Finaltisch wurde am 24. Mai 2002 ausgespielt. In der finalen Hand gewann Varkonyi mit Q♦ 10♠ gegen Gardner mit J♣ 8♣.
| Platz | Herkunft               | Spieler           | Preisgeld (in $) |
| ----- | ---------------------- | ----------------- | ---------------- |
| 1     | Vereinigte Staaten     | Robert Varkonyi   | 2.000.000        |
| 2     | Vereinigtes Konigreich | Julian Gardner    | 1.100.000        |
| 3     | Vereinigte Staaten     | Ralph Perry       | 0.550.000        |
| 4     | Irland                 | Scott Gray        | 0.281.480        |
| 5     | Vereinigte Staaten     | Harley Hall       | 0.195.000        |
| 6     | Vereinigte Staaten     | Russell Rosenblum | 0.150.000        |
| 7     | Vereinigtes Konigreich | John Shipley      | 0.125.000        |
| 8     | Vereinigte Staaten     | Tam Minh Duong    | 0.100.000        |
| 9     | Vereinigte Staaten     | Minh Ly           | 0.085.000        |